# 1955 w filmie
Wydarzenia filmowe w 1955 roku.

## Wydarzenia
- 7 stycznia – Marilyn Monroe i Milton Greene założyli towarzystwo filmowe „Marilyn Monroe Inc.”. Aktorka licząc na bardziej ambitne role nie przedłużyła swego kontraktu z wytwórnią filmową 20th Century Fox.

## Premiery

### Filmy polskie
- 26 stycznia – Pokolenie – reż. Andrzej Wajda
- 26 marca – Kariera – reż. Jan Koecher
- 28 kwietnia – Opowieść atlantycka – reż. Wanda Jakubowska
- 9 maja – Godziny nadziei – reż. Jan Rybkowski
- 12 października – Błękitny krzyż – reż. Andrzej Munk
- 25 października – Trzy starty – reż. Ewa Petelska, Czesław Petelski, Stanisław Lenartowicz
- 26 listopada – Irena do domu! – reż. Jan Fethke
- 25 grudnia – Zaczarowany rower – reż. Silik Sternfeld

### Filmy zagraniczne
- Jak zabić starszą panią
- Na wschód od Edenu
- Słomiany wdowiec
- Zakochany kundel
- Don Camillo i poseł Peppone
- Rzymskie opowieści

## Nagrody filmowe
- Oskary
  - Najlepszy film – Marty
  - Najlepszy aktor – Ernest Borgnine (Marty)
  - Najlepsza aktorka – Anna Magnani – (Tatuowana róża)
  - Wszystkie kategorie: Oskary w roku 1955
- Festiwal w Cannes
  - Złota Palma: Delbert Mann – Marty
- Międzynarodowy Festiwal Filmowy w Berlinie
  - Złoty Niedźwiedź: Robert Siodmak – Szczury

## Urodzili się
- 2 stycznia
  - Barbara Szymanowska, polska aktorka
  - Tadeusz Bradecki, polski aktor (zm. 2022)
- 6 stycznia – Rowan Atkinson, angielski aktor komediowy
- 18 stycznia – Kevin Costner, amerykański aktor
- 19 stycznia
  - Danuta Kowalska, polska aktorka
  - Jacek Zejdler, polski aktor (zm. 1980)
- 13 lutego – Piotr Machalica, polski aktor (zm. 2020)
- 19 lutego – Jeff Daniels, amerykański aktor
- 23 lutego – Tomasz Stockinger, polski aktor
- 9 marca – Ornella Muti, włoska aktorka
- 17 marca – Gary Sinise, amerykański aktor i reżyser
- 19 marca – Bruce Willis, amerykański aktor
- 22 marca – Lena Olin, szwedzka aktorka
- 22 kwietnia – Izabela Trojanowska, polska aktorka i piosenkarka
- 23 kwietnia – Judy Davis, amerykańska aktorka
- 16 maja – Debra Winger, amerykańska aktorka
- 17 maja – Bill Paxton, amerykański aktor (zm. 2017)
- 25 maja – Connie Sellecca, amerykańska aktorka
- 27 czerwca – Isabelle Adjani, francuska aktorka
- 22 lipca – Willem Dafoe, amerykański aktor
- 4 sierpnia – Billy Bob Thornton, amerykański aktor
- 8 sierpnia – Hanna Mikuć, polska aktorka
- 15 października – Ewa Błaszczyk, polska aktorka
- 13 listopada – Whoopi Goldberg, amerykańska aktorka
- 24 grudnia – Clarence Gilyard Jr., amerykański aktor (zm. 2022)

## Zmarli
- 7 kwietnia – Theda Bara, amerykańska aktorka (ur. 1885)
- 5 sierpnia – Carmen Miranda, brazylijska aktorka (ur. 1909)
- 30 września – James Dean, amerykański aktor (ur. 1931)
- 15 października – Fumio Hayasaka, japoński kompozytor (ur. 1914)